# LaFace Records
LaFace Records ist ein US-amerikanisches Plattenlabel.
Das Label gehört zur Zomba Label Group, die ihrerseits zum Major-Label Sony BMG gehört. Es war eines der erfolgreichsten Hip-Hop- & Contemporary R&B-Label der 1990er. Unter anderem standen Künstler wie TLC, Toni Braxton, Usher, Pink und OutKast hier unter Vertrag. Die bekanntesten aktuellen Stars sind Usher, Pink und Ciara.
LaFace Records wurde 1989 in Atlanta von Kenneth Edmonds, L.A. Reid und Arista Records gegründet. Ende der 1990er stieg Edmonds bei LaFace aus, um sich verstärkt seiner eigenen Musik zu widmen. 1999 übernahmen Arista und BMG das Plattenlabel komplett. 2001 wurde L.A. Reid CEO von Arista Records und holte alle Stars von LaFace hierher. Damit verschwand LaFace Records für die nächsten drei Jahre in der Bedeutungslosigkeit. Erst 2004, nach einer Umstrukturierung von BMG, wurde das Label reaktiviert und der Zomba Music Group als Hauptlabel im Bereich Hip-Hop/R&B unterstellt.